# SN 2005di
SN 2005di – supernowa typu Ia odkryta 12 sierpnia 2005 roku w galaktyce M-04-52-46. W momencie odkrycia miała maksymalną jasność 18,60m.